# 長倉神社 (軽井沢町)

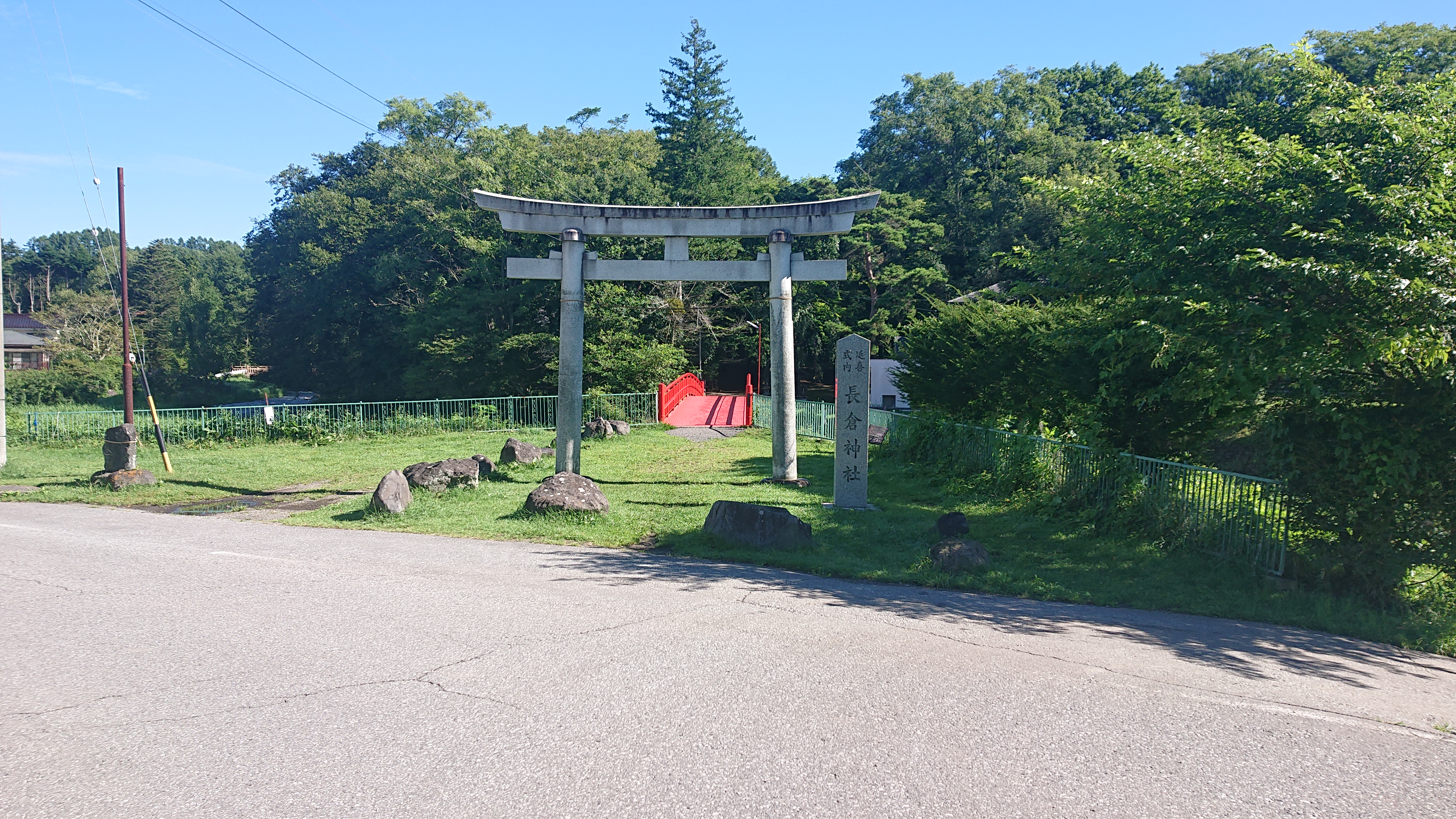
鳥居の様子(2021年8月20日撮影)

長倉神社（ながくらじんじゃ）は長野県北佐久郡軽井沢町にある神社。『延喜式神名帳』に記載される式内社であり、旧社格は村社。

## 祭神
- 誉田別尊
- 気長足姫尊
- 玉依姫

## 歴史
中山道沓掛宿の東端、湯川の北東に位置する。創建は不明だが、社伝によれば天長年間に旧東山道の長倉駅が開発されたころ、長倉山に鎮座し、旧社地は「元八幡」と称した。沓掛宿は安永2年（1773年）に火災で移転するまでは、現在地の南方400メートルほどに位置し、長倉神社も同時に遷座したと推測される。境内最古の石造物は享保16年（1731年）の石灯篭と年代が浅く、宿場移転とともに遷座したことを裏付けている。また長谷川伸の手になる沓掛時次郎の歌碑がある。
異説では、小田井宿のあった同郡御代田町御代田の長倉諏訪神社を式内社の「長倉神社」に比定する。